# Xavier de Montépin

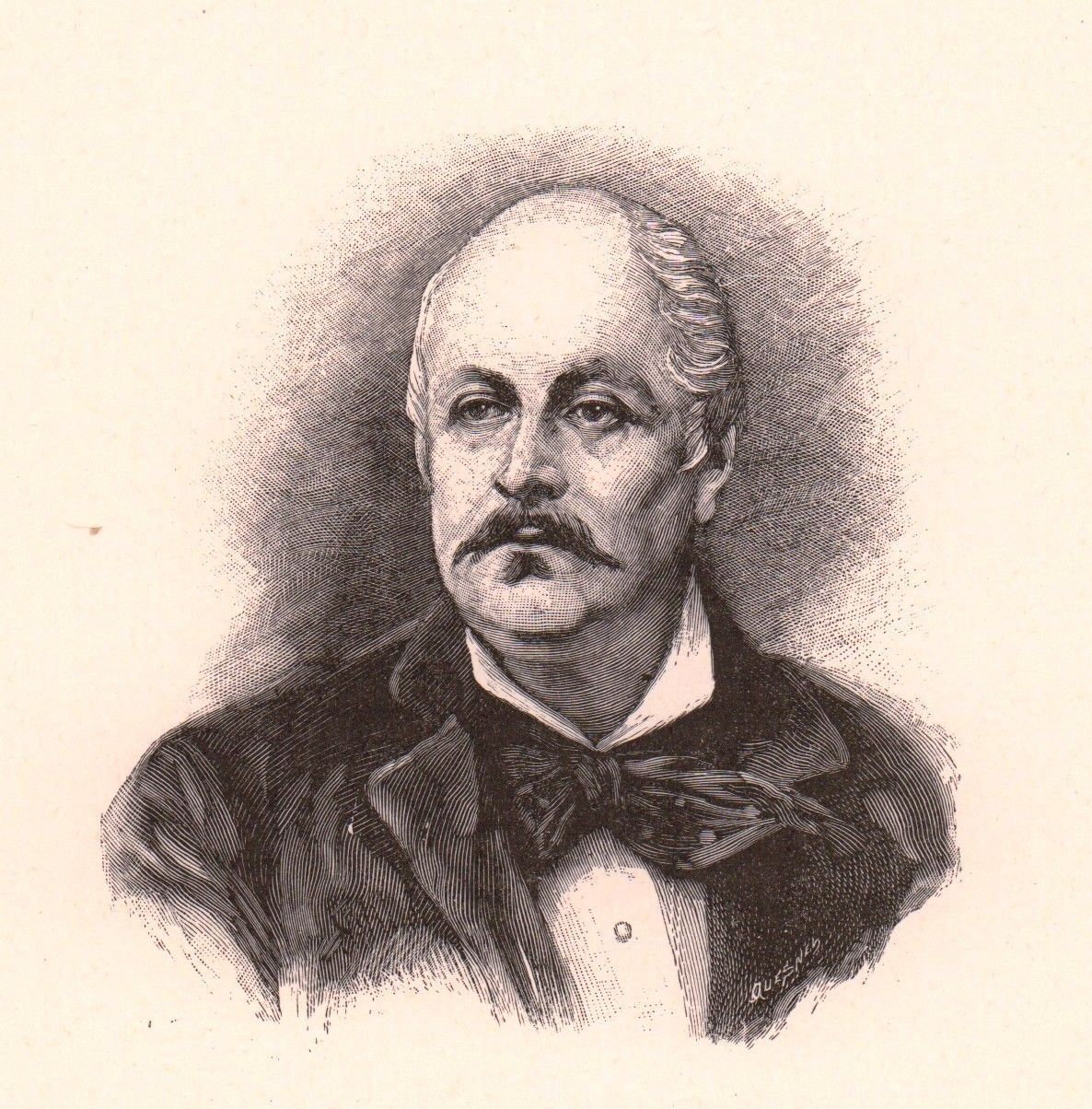
Xavier de Montépin.

Xavier Henri Aymon Perrin, conde de Montépin, (Apremont (Alto Saona), 18 de marzo de 1823-París, 30 de abril de 1902), fue un popular novelista francés.
Autor de folletines y de dramas populares, se hizo popular con los folletines. Es el autor de uno de los más vendidos del siglo XIX, La Porteuse de pain, publicado de 1884 a 1889, que fue adaptado sucesivamente al teatro, al cine y a la televisión.
Le Médecin des pauvres, publicado de enero a mayo de 1861 en el periódico ilustrado Les Veillées parisiennes, fue un plagio de una novela histórica de Louis Jousserandot, un abogado republicano. Jousserandot y Montépin se enfrentaron en un proceso que tuvo lugar en enero de 1863, en el que ambos fueron condenados a las costas.
Les Filles de plâtre, publicado en 1855, fue también un escándalo y le valió a Montépin una condena a tres meses de encarcelamiento y 500 francos de multa en 1856 por obscenidad.
Como muchos autores de éxito de novelas "kilométricas", Xavier de Montépin recurrió a la ayuda de "negros" para la redacción de sus folletines. Maurice Jogand fue uno de ellos

## Principales novelas

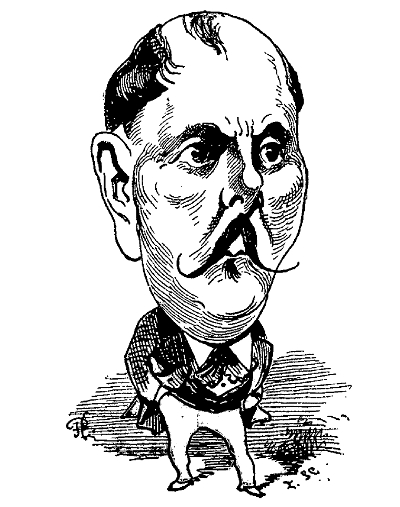
Caricatura de Xavier de Montépin publicada en 1875 en Le Trombinoscope de Touchatout.

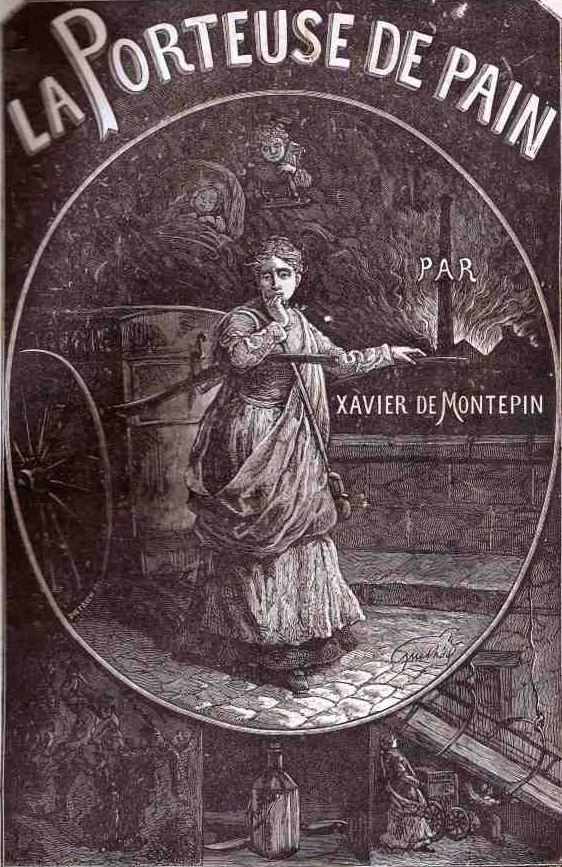
La Porteuse de pain.

- Les Chevaliers du lansquenet (1847)
- Les Amours d'un fou (1849). Traducido al castellano como Los amores de un loco.
- Les Confessions d'un bohême (1849). Traducido al castellano como La confesión de un bohemio.
- Les Filles du saltimbanque (1849)
- Brelan de dames (1850)
- La Baladine (1851)
- Le Loup noir (1851)
- Geneviève Galliot (1852)
- Les Viveurs de Paris (1852)
- L'Épée du commandeur (1852)
- L'Auberge du Soleil d'or (1853)
- Un gentilhomme de grand chemin (1853)
- Les Valets de cœur (1853)
- Mademoiselle Lucifer (1853)
- Les Filles de plâtre (1855)
- La Perle du Palais-royal (1855)
- Le Château des fantômes (1855)
- Les Filles de plâtre. Les trois débuts (1856)
- Les Deux Bretons (1857)
- Le Masque rouge (1858)
- L'Officier de fortune (1858)
- Les Pécheresses. Pivoine et Mignonne (1858). Traducido al castellano como Las pecadoras.
- Les Viveurs de province (1859)
- La Comtesse Marie (1859)
- Le Château de Piriac (1859)
- La Maison rose (1859)
- Les Chevaliers du poignard (1860)
- La Fille du maître d'école (1860). Traducido al castellano como La hija del maestro de escuela.
- Les Marionnettes du diable (1860)
- Un mystère de famille (1860)
- Le Compère Leroux (1860)
- Une fleur aux enchères (1860)
- Le Médecin des pauvres (1861)
- Le Parc aux biches (1862)
- Les Compagnons de la torche (1862). Traducido al castellano como Los compañeros de la antorcha.
- Les Métamorphoses du crime (1863)
- L'Amour d'une pécheresse (1864)
- L'Héritage d'un millionnaire (1864)
- Le Drame de Maisons-Lafitte (1864)
- Les Pirates de la Seine (1864)
- Les Amours de Vénus (1864)
- Bob le pendu (1864)
- Les Mystères du Palais-royal (1865)
- La Fille du meurtrier (1866)
- Le Moulin rouge (1866)
- La Sirène (1866)
- La Maison maudite (1867)
- La Femme de Paillasse. La voyante (1873)
- L'Amant d'Alice (1873)
- La Comtesse de Nancey (1873)
- Le Mari de Marguerite (1873)
- Les Confessions de Tullia (1873)
- La Voyante (1873)
- Le Bigame (1874). Traducido al castellano como El bígamo.
- Le Pendu (1874)
- Les Enfers de Paris (1874). Traducido al castellano como Los infiernos de París.
- La Maîtresse du mari (1876)
- Les Tragédies de Paris (1876)
- La Sorcière rouge (1876)
- L'Agent de police (1877)
- La Traite des blanches (1877)
- La Bâtarde (1877)
- Deux Amies de Saint-Denis (1878)
- La Femme de Paillasse (1878). Traducido al castellano como La mujer del payaso.
- Le Médecin des folles (1879). Traducido al castellano como El médico de las locas.
- La Dame de pique (1879)
- Le Fiacre n ̊ 13 (1880). Traducido al castellano como El coche número 13.
- Les Filles de bronze (1880)
- Le Dernier des Courtenay (1880)
- La Fille de Marguerite (1881)
- Son Altesse l'Amour (1881)
- Mam'zelle Mélie (1881)
- Madame de Trèves (1882)
- Les Pantins de madame le Diable (1882)
- Le Dernier Duc d'Hallali (1883)
- La Porteuse de pain (1884-1887)
- Deux Amours: Hermine (1885)
- Deux Amours: Odille (1885)
- Le Testament rouge (1888). Traducido al castellano como El testamento rojo.
- Le Marchand de diamants (1889). Traducido al castellano como El mercader de brillantes.
- Marâtre: la fille du fou (1889)
- Le Mariage de Lascars (1889)
- Les Tragédies de l'épée (1890)
- La Dame aux émeraudes (1891)
- Les Conquêtes de Narcisse Mistral (1894)
- La Demoiselle de compagnie (1900). Traducido al castellano como La señorita de compañía.
- Chanteuse des rues (1900)

- Datos: Q2735316
- Multimedia: Xavier de Montépin / Q2735316